# Eberhard Fischer (Ethnologe)

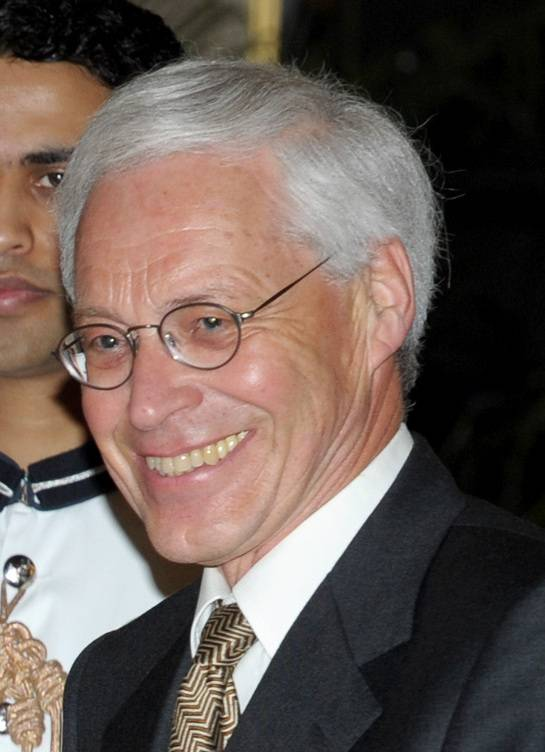
Eberhard Fischer (2012)

Eberhard Fischer (* 15. Oktober 1941 in Berlin) ist ein deutscher Kunstethnologe.

## Leben
Sein Vater, der Ingenieur Hermann Fischer (1911–1942), starb in dem Jahr nach Eberhard Fischers Geburt. Seine Mutter, Ulrike Himmelheber, heiratete 1944 den Völkerkundler Hans Himmelheber. Die beiden reisten und forschten gemeinsam in Afrika. Mit seiner Frau Barbara (* 1950) bekam er zwei Töchter, Lottika und Anjali. Letztere studierte ebenfalls Ethnologie. Seine Schwester Susanne Himmelheber (* 1946) ist Kunsthistorikerin und ehemalige Buchhändlerin. Auch deren Tochter Clara (* 1970) ist Ethnologin. Sein jüngerer Bruder Martin Himmelheber (* 1953) ist Journalist.

## Beruf
Eberhard Fischer wurde 1965 an der Universität Basel mit einer Arbeit über den Wandel ökonomischer Rollen bei den westlichen Dan in Liberia in Ethnologie promoviert.
Von 1972 bis 1998 leitete er das Museum Rietberg in Zürich. Er ist Präsident der Rietberg-Gesellschaft und gehört dem Stiftungsrat der Schweizerisch-Liechtensteinischen Stiftung für archäologische Forschungen im Ausland (SLSA) an.
Fischer publizierte verschiedentlich mit seinen Eltern und seiner Frau Barbara. Mit seiner Nichte Clara Mayer-Himmelheber organisierte er 1993 und 1997 in Zürich die Ausstellungen „Zaire 1938/39“ und „Die Kultur der Baule“ mit Fotografien und ethnologischen Sammlungen von Hans Himmelheber. Sie verfassten auch die Ausstellungskataloge gemeinsam.
Fischer wurde am 4. April 2012 von der indischen Regierung mit dem Padma Shri für Literatur und Bildung ausgezeichnet.
In der Ausstellung „Afrikanische Meister – Kunst der Elfenbeinküste“ im Museum Rietberg Zürich stellte Fischer 2014 afrikanische Kunst nicht mehr als anonym geschaffene Stammeskunst dar, sondern als Werke künstlerischer Meister, die erkennbare individuelle Stile prägten.

## Schriften
- Eberhard Fischer und Lorenz Homberger (Hrsg.): Afrikanische Meister. Kunst der Elfenbeinküste. Ausstellungskatalog. 2014
- Eberhard Fischer, Dinanath Pathy. In the Absence of Jagannatha: The Ansara Paintings Replacing the Jagannatha Icon in Puri and South Orissa. Artibus Asiae Supplementum 49, 2012.
- Milo C. Beach, Eberhard Fischer, B. N. Goswamy. Masters of Indian Painting, 1100 –1900. Artibus Asiae Supplementum 48, 2011.
- Eberhard Fischer, Dinanath Pathy. Amorous Delight: The Amarushataka Palm Leaf Manuscript Illustrated by the Master of Sharanakula. Artibus Asiae Supplementum 47, 2006.
- Albert Lutz, Katharina Epprecht, Eberhard Fischer, Lorenz Homberger, Judith Rickenbach. Museum Rietberg Zürich: Museumsführer. Zürich 2000. ISBN 3-907070-81-X
- Eberhard und Barbara Fischer, Hans und Ulrike Himmelheber: Boti, ein Maskenschnitzer der Guro Elfenbeinküste: Notizen zu Persönlichkeit, Werkverfahren und Stil eines traditionellen Bildhauers in Westafrika. Museum Rietberg, 1993. ISBN 3-907070-45-3
- B. N. Goswamy, Eberhard Fischer. Pahari Masters: Court Painters of Northern India. Artibus Asiae Supplementum 38, 1992.
- Eberhard Fischer, Hans Himmelheber, Haku Shah: Gopal – Ein indischer Balladensänger zeichnet sein Leben. Peter Hammer Verlag, 1985
- Georgette Boner, Eberhard Fischer (Hrsg.). Alice Boner und die Kunst Indiens: Katalog der Ausstellung im Museum Rietberg Zürich und Bündner Kunstmuseum Chur. 1983.
- Barbara und Eberhard Fischer: Gita und ihr Dorf in Indien. Peter Hammer Verlag, 1983. ISBN 978-3-872943743
- Eberhard Fischer, Hans Himmelheber: Gold aus Westafrika. 1975
- Eberhard Fischer, Haku Shah: Kunsttraditionen in Nordindien. Codex-Verlag, 1972[11]